# Michaelskapelle (Eichgraben)

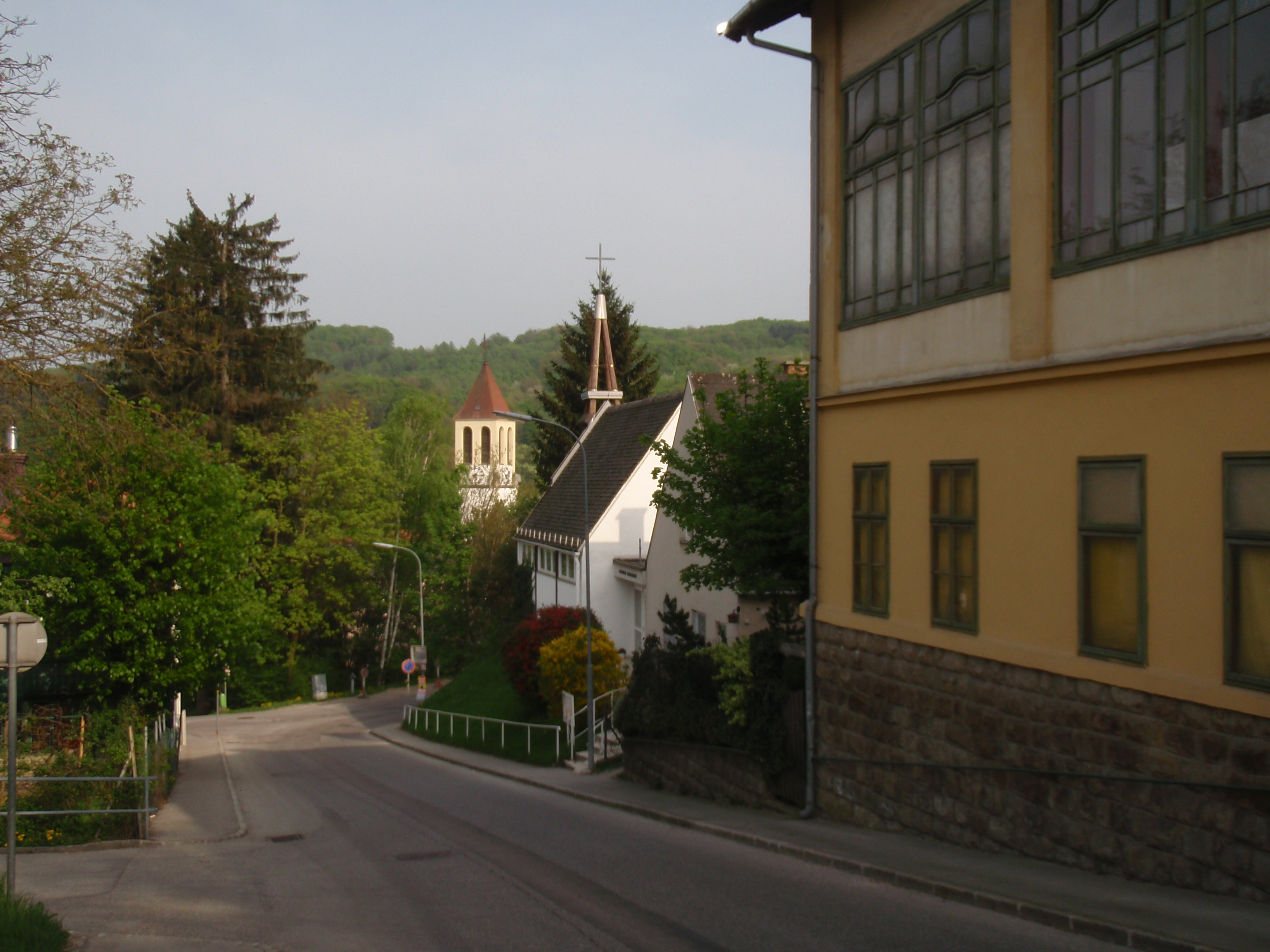
Michaelskapelle

Die Michaelskapelle ist ein evangelisches Kirchengebäude in Eichgraben im niederösterreichischen Bezirk St. Pölten-Land. Als Predigtstation der Kirche zur Ehre Gottes  in Purkersdorf gehört sie der Evangelischen Superintendentur A. B. Niederösterreich an.

## Geschichte
1955 war Eichgraben als Predigtstelle von Pressbaum, einer Tochtergemeinde von Purkersdorf, eingegliedert worden, die Gottesdienste fanden an verschiedenen Orten, zuletzt in der Hauptschule Eichgraben statt. Durch den vermehrten Zuzug von Angehörigen der evangelischen Konfession ergab sich die Notwendigkeit zum Bau einer eigenen Kirche, für die 1964 der Grund angekauft und am 28. August 1966 mit den ersten Bauarbeiten werden konnte. Die Planung zum Kirchenbau verfasste der in Eichgraben ansässige Architekt Friedrich Rollwagen. Am 16. Dezember 1967 wurde die Michaelskapelle durch Superintendent Georg Traar eingeweiht, ein Jahr später von Bischof Oskar Sakrausky visitiert. Die bauliche Fertigstellung einschließlich des angegliederten Wohnhauses für die aus Pressbaum übersiedelte Ökumenische Schwesterngemeinschaft erfolgte erst 1969.

## Architektur
Die von Friedrich Rollwagen erbaute Michaelskapelle ist als einfache hausartige Saalkirche ausgeführt, der giebelseitig ein hölzerner Glockenträger vorgesetzt ist. Der schlicht gehaltene Kirchenraum wird durch seinen offenen Dachstuhl bestimmt. Das von Horst Aschermann mit wenigen Farbakzenten gestaltete Kreisfenster in der Altarwand bezieht die umgebende Natur in den Kirchenraum ein. 1999 erhielt die Michaelskapelle ihre von Innsbrucker Glockengießerei Grassmayr gegossene Glocke.